# Blu Hydrangea
Blu Hydrangea (15 de fevereiro de 1996), nome artístico de Joshua Cargill, é uma drag queen britânica, natural da Irlanda do Norte, que competiu na primeira temporada do programa televisivo RuPaul's Drag Race UK (2019), venceu a primeira temporada da competição internacional RuPaul's Drag Race: UK vs. the World (2022) e foi vice-campeã da sétima temporada da franquia irlandesa de Dancing with the Stars.

## Carreira
Blu Hydrangea participou no elenco da primeira temporada de RuPaul's Drag Race UK em 2019, classificando-se em quinto lugar. Foi a primeira concorrente norte-irlandesa a participar não só na franquia britânica da competição drag como em todo o universo do franchise RuPaul's Drag Race, tornando-se reconhecida por ter abordado num dos episódios a questão da proibição do casamento de mesmo género na Irlanda do Norte.
Fora do universo Drag Race, Blu Hydrangea é considerada uma "rainha de maquilhagem" e integra o grupo musical Frock Destroyers (ao lado de Baga Chipz e Divina de Campo). Após a competição, apresentou a websérie semanal da BBC Strictly Frocked Up.

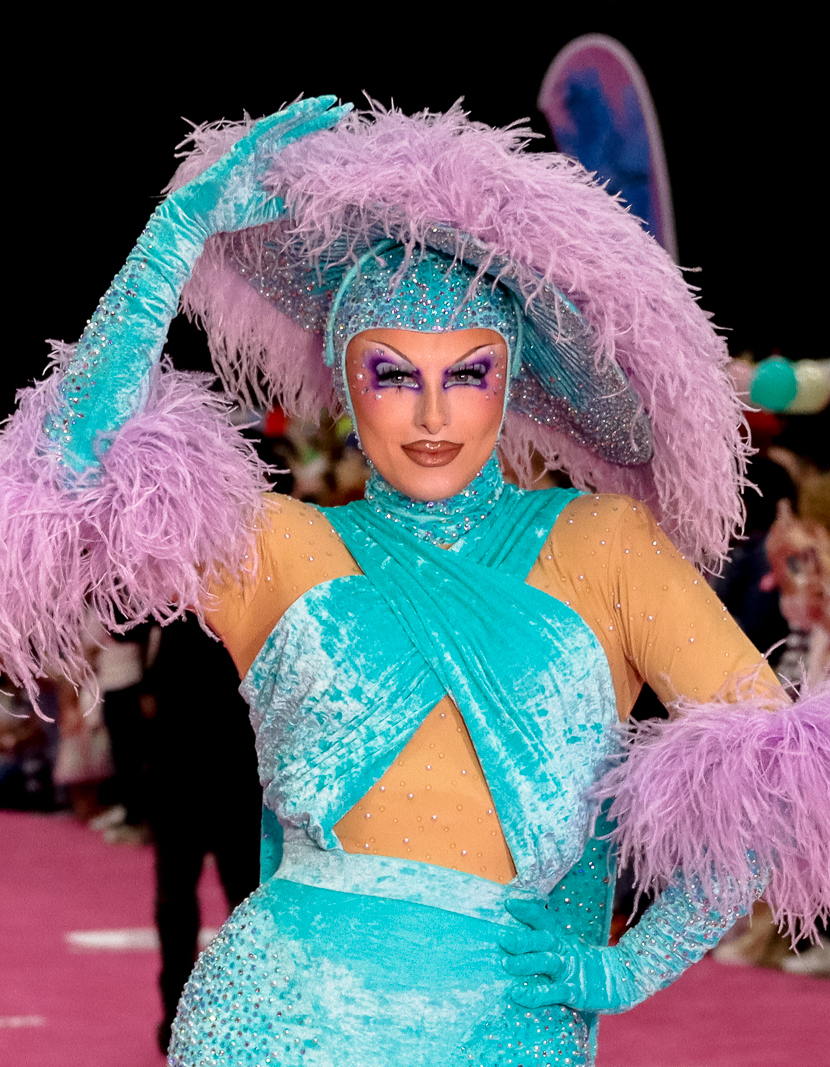
Blu Hydrangea no evento RuPaul's DragCon LA em 2023

Em 2022, foi convidada a participar na primeira temporada de RuPaul's Drag Race: UK vs. the World, uma competição internacional onde concorrentes da franquia britânica competiam contra drag queens de outros países, acabando por ser coroada a vencedora da série.
Em 2024, foi uma das competidoras da sétima temporada da versão irlandesa do programa Dancing with the Stars, finalizando em segundo lugar e obtendo o título de vice-campeã. Durante a competição, quebrou o recorde de maior pontuação perfeita em qualquer série e a maior nota 10 de qualquer competidor (ao lado de Aoibhín Garrihy e Nina Carberry ). Nesse mesmo ano, participou ainda no programa Celeb Cooking School, onde foi a vencedora.

## Vida pessoal

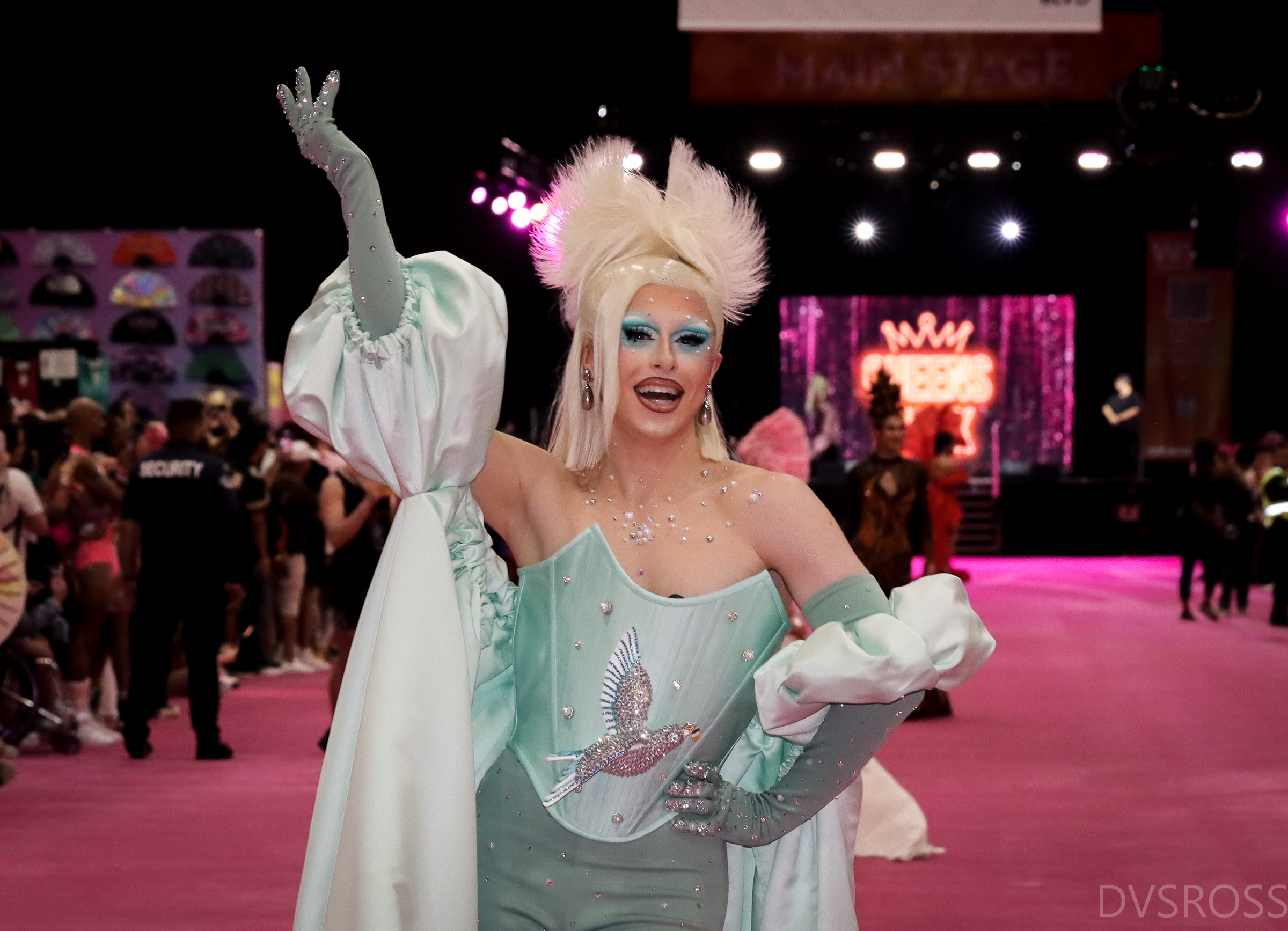
Blu Hydrangea no evento DragCon 2024

Cresceu em Royal Hillsborough. Fixou-se posteriormente em Belfast.  Namora com Johnson Orr desde 2014.

## Filmografia

### Televisão
| Ano       | Título                               | Papel      | Notas                               |
| --------- | ------------------------------------ | ---------- | ----------------------------------- |
| 2019      | RuPaul's Drag Race UK                |            | Concorrente (5º lugar), Temporada 1 |
| 2021–2022 | Stitch, Please!                      |            | Apresentadora                       |
| 2021      | Be Here, Be Queer                    |            | Especial da Netflix                 |
| 2022      | RuPaul's Drag Race: UK vs.the World  |            | Concorrente (Vencedora)             |
| 2022      | Queens for the Night                 |            | Mentora                             |
| 2023      | RuPaul's Drag Race UK                |            | Convidada especial; Temporada 5     |
| 2024      | Dancing with the Stars               |            | Concorrente                         |
| 2024      | Wreck                                | Drag Queen | Série de Televisão (1 Episódio)     |
| 2024      | Celeb Cooking School                 |            | Concorrente (Vencedora)             |
| 2024      | RuPaul's Drag Race: UK vs. the World |            | Convidada especial; Temporada 2     |

### Vídeos musicais
| Ano  | Título        | Artista                                             | Ref.   |
| ---- | ------------- | --------------------------------------------------- | ------ |
| 2020 | "Always"      | Waze e Odisseia                                     | [ 13 ] |
| 2020 | "Her Majesty" | Frock Destroyers (com Baga Chipz e Divina de Campo) | [ 14 ] |
| 2021 | "My House"    | Jodie Harsh                                         | [ 15 ] |

## Discografia

### Singles

#### Como artista principal
| Ano  | Canção                             | Álbum |
| ---- | ---------------------------------- | ----- |
| 2022 | "Champion (Ru x Blu)" (com RuPaul) |       |

#### Como artista convidada
| Título | Ano  | Posições | Posições      | Álbum |
| Título | Ano  | UK       | US Electronic | Álbum |
| --- | ---- | -------- | ------------- | ----- |
| "Break Up (Bye Bye)" (RuPaul com o elenco de RuPaul's Drag Race UK, temporada 1 )                                    | 2019 | 35       | 45            |       |
| "Living My Life in London" (Cast Version) (RuPaul com o elenco de RuPaul's Drag Race UK vs. The World, temporada 1 ) | 2022 | –        | –             |       |

### Album
- Frock4Life (2020)